# Luis Gil
Luis Gil (* 14. November 1993 in Garden Grove, Kalifornien) ist ein US-amerikanischer Fußballspieler.

## Spielerkarriere

### Jugend und College
Der aus Kalifornien stammende Gil besuchte von 2008 bis 2009 die IMG Soccer Academy in Bradenton, Florida.

### Real Salt Lake
Im Februar 2010 unterzeichnete er einen Generation Adidas Vertrag mit der Major League Soccer. Zu diesem Zeitpunkt gab es auch Interesse von verschiedenen europäischen Vereinen. Der Vertrag wurde allerdings nach dem MLS Draft Auswahlverfahren unterschrieben, somit konnte er nur über eine gesonderte Auswahl einer Mannschaft aus der MLS zugelost werden. Die Kansas City Wizards erhielten die Rechte an ihm, diese gaben ihn aber einen Tag später, im Austausch gegen die Möglichkeit einen weiteren internationalen Spieler aufnehmen zu dürfen, einen weiteren Draft im MLS SuperDraft 2011 und 25 % Transferbeteiligung falls Gil außerhalb der MLS verkauft wird, an Real Salt Lake weiter. Gil gab sein Debüt in einem US-Open-Cup-Spiel gegen D.C. United.
Im weiteren Verlauf der Saison 2010 wurde Gil den AC St. Louis ausgeliehen. Das Franchise spielte damals in der USSF Division 2 Professional League. Sein Debüt gab er am 20. August 2010 gegen die Puerto Rico Islanders. Im Oktober 2010 kehrte er nach Salt Lake zurück. In den kommenden Jahren entwickelte er sich zum Stammspieler der Mannschaft.

### Nationalmannschaft
Mit der U-17 Nationalmannschaft der USA nahm Gil 2009 an der CONCACAF U-17 Championship und der U-17-Fußball-Weltmeisterschaft teil. Bei der WM schaffte er es mit der Mannschaft bis ins Achtelfinale. 2011 war er im Aufgebot der U-18 Nationalmannschaft für den Milk Cup in Nordirland.
Mit der U-20 Auswahl der USA nahm Gil 2013 an der U-20-Fußball-Weltmeisterschaft in der Türkei. Dort erzielte er ein für aufsehensorgendes Tor gegen Spanien.
Sein erstes Länderspiel für die Fußballnationalmannschaft der Vereinigten Staaten gab er am 1. Februar 2014 in einem Freundschaftsspiel gegen Südkorea.